# Frank Möbus (Literaturwissenschaftler)

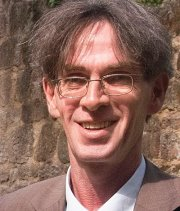
Frank Möbus (2012)

Frank Möbus (* 23. März 1958 in Göttingen; † 10. Juli 2015) war ein deutscher Literaturwissenschaftler, NS-Raubgut-Forscher, Ausstellungsmacher und Schriftsteller.

## Leben
Möbus studierte in den Jahren 1978 bis 1985 in Göttingen Germanistik, Soziologie, Politische Wissenschaften und Publizistik. 1993 promovierte er bei Albrecht Schöne mit einer Arbeit zu Franz Kafka; Im Jahr 1999 folgte die Habilitation bei Wilfried Barner mit einer Studie zur Faust-Thematik in der Literatur des 16. bis 20. Jahrhunderts.
Im Jahr 2004 wurde er zum außerplanmäßigen Professor der Georg-August-Universität Göttingen ernannt, 2007 zum Distinguished Fellow am Institute for Advanced Study der englischen University of Durham berufen.
Er lehrte in Göttingen, wo er in den Jahren 2008 bis 2012 eine Arbeitsstelle zur Ermittlung von NS-Raubgut in Institutsbibliotheken der Universität leitete.
Möbus war Gründungsmitglied der Joachim-Ringelnatz-Stiftung und gehörte zum Kuratorium des von ihr unterhaltenen Joachim-Ringelnatz-Museums in Cuxhaven; außerdem war er Vorsitzender und Sprecher der Jury zur Vergabe des Joachim-Ringelnatz-Preises für Lyrik. Er war Vorsitzender der Göttinger Kulturpforte und des Beirates der Göttinger Kulturstiftung. In der Kommunalpolitik engagierte er sich für die SPD, unter anderem als stellvertretender Vorsitzender des Stadtverbandsvorstandes.
Er war Mitglied in der deutschen Sektion des P.E.N.-Club.

## Schriften
Möbus ist der Verfasser zahlreicher Aufsätze zur Literatur- und Kulturgeschichte des 16. bis 21. Jahrhunderts (u. a. zu Catharina Regina von Greiffenberg, Johann Wolfgang Goethe, Arno Holz, Robert Walser, Franz Kafka, H.C. Artmann, Elias Canetti, Ernst Jünger, Peter Rühmkorf), auch zur Literaturtheorie und zur Problematik der NS-Raubgut-Forschung.
Als Herausgeber zeichnet er für Ausgaben der Texte Christian Morgensterns, Friederike Kempners, Joachim Ringelnatz’ und Franz Kafkas verantwortlich, außerdem für mehrere Sammel- und Bildbände.
Mit einer Studie zur nationalsozialistischen Vergangenheit Heinrich Sohnreys sorgte er im Jahr 2011 für die Umbenennung mehrerer nach dem Schriftsteller benannter Schulen und Straßen.
Zudem hat Möbus eine Reihe von Büchern zum Fliegenfischen verfasst.

## Ausstellungen
Möbus kuratierte gemeinsam mit seiner Frau, der promovierten Kunsthistorikerin Friederike Schmidt-Möbus u. a. Ausstellungen zur Faust-Thematik, zu Joachim Ringelnatz, zur Bücherverbrennung des Jahres 1933 und zuletzt zum Leben im Exil, 1933–1945; außerdem wirkte er an einer Reihe kleinerer Ausstellungen zur Literatur und Gegenwartskunst in verschiedenen Städten mit.

## Werke (in Auswahl)

### Fachbücher
- Gemeinsam mit Anne Bohnenkamp: „Mit Gunst und Verlaub!“ Reisende Handwerker: Tradition und Alternative. Göttingen: Wallstein 1989 (2. Aufl. 1992; 3., durchges. und verb. Auflage 1995; 4. Aufl. 1997; 5. Aufl. 2000; 6. Aufl. 2003; 7., komplett neu bearbeitete Aufl. 2012).
- SÜNDEN-FÄLLE. Die Geschlechtlichkeit in Erzählungen Franz Kafkas. Göttingen: Wallstein 1994.
- Faust – Annäherung an einen Mythos. Katalog zur Ausstellung Göttingen, Düsseldorf, Weimar [u. ö.]. hrsg. von Frank Möbus, Friederike Schmidt-Möbus und Gerd Unverfehrt. Göttingen: Wallstein 1995 (2. Aufl. 1996).
- Gemeinsam mit Friederike Schmidt-Möbus: Kleine Kulturgeschichte Weimars. Weimar: Böhlau 1998.
- Gemeinsam mit Friederike Schmidt-Möbus: Who is Who in Goethes Faust? Kleines Lexikon der Personen und mythologischen Gestalten in Johann Wolfgang von Goethes Faust I und II. Leipzig: Edition Leipzig 1999.
- Schwellen. Germanistische Erkundungen einer Metapher. Akten des Kongresses Schwellen – Thresholds – Seuils. Trinity College Dublin / Mount St. Joseph Abbey, Roscrea, 15.–18. Mai 1997. hrsg. von Nicholas Saul, Daniel Steuer, Frank Möbus und Birgit Illner. Würzburg: Königshausen & Neumann 1999.
- Gemeinsam mit Friederike Schmidt-Möbus: Joachim Ringelnatz. Text+Kritik X/2000, Heft 148.
- Gemeinsam mit Friederike Schmidt-Möbus und Frank Woesthoff: Joachim Ringelnatz, reisender Artist. Prinzenstraße. Hannoversche Hefte zur Theatergeschichte. Heft 8/2001. Niedersächsisches Staatstheater GmbH: Hannover 2001.
- Kleiner Grenzverkehr. Beiträge der interdisziplinären Studentischen Kolloquien der Georg-August-Universität Göttingen und der Schillertage in Weimar (1998/99). hrsg. von Frank Möbus et al. Norderstedt: libri 2001.
- Wege nach Weimar. Beiträge der Studentischen Kolloquien der Georg-August-Universität Göttingen und der Schillertage in Weimar (1996/97). hrsg. von F.M., Ulrike Mälzig, Stefanie Stockhorst und Volker Zimmermann. Gießen: litblockin 2001.
- Ringelnatz! Ein Dichter malt seine Welt. hrsg. von Frank Möbus, Friederike Schmidt-Möbus, Frank Woesthoff und Indina Woesthoff. Göttingen: Wallstein 2000 (2. Aufl. 2001).
- Dichterbilder. Von Walther von der Vogelweide bis Elfriede Jelinek. hrsg. von Frank Möbus und Friederike Schmidt-Möbus. Stuttgart: Reclam 2003.
- Alte Liebe. Joachim-Ringelnatz-Preis für Lyrik der Stadt Cuxhaven 2002–2010. Reden und Laudationes. hrsg. von Frank Möbus. Cuxhaven 2011.

### Textausgaben
- Joachim Ringelnatz: Gedichte, Prosa, Gemälde. hrsg. und mit einem Vorwort von Friederike Schmidt-Möbus und Frank Möbus. Stuttgart: Reclam 2005
- Hundert Gedichte von Joachim Ringelnatz. hrsg. und mit einem Nachwort versehen von Frank Möbus. Berlin: Aufbau 2005
- Hundert Gedichte von Christian Morgenstern. hrsg. und mit einem Nachwort versehen von Frank Möbus. Berlin: Aufbau 2002 (2. Aufl. 2004)
- Kennst Du das Land, wo die Lianen blühn?" Gedichte des schlesischen Schwans Friederike Kempner. hrsg. und eingeleitet von Frank Möbus Stuttgart: Reclam 2009
- Ringelnatz: Nach Berlin, nach Berlin, nach Berlin! Gedichte, Prosa und Dokumente aus der Berliner Zeit. hrsg. von Frank Möbus. Berlin: Verlag für Berlin-Brandenburg 2009
- in memoriam Joachim Ringelnatz. Nachdruck der Erstausgabe von 1937. hrsg. von Frank Möbus. Berlin: Verlag für Berlin-Brandenburg 2010
- Kafka zum Vergnügen. hrsg. und mit einem Vorwort versehen von Frank Möbus. Stuttgart: Reclam 2011
- Georg Christoph Lichtenberg: Neue Blicke durch die alten Löcher. hrsg. und mit einer Vorbemerkung von Frank Möbus. Stuttgart: Reclam 2014

### Belletristik
- iMago. Erzählungen vom Fliegenfischen. Riehen 2007
- Das Angelwunder von Buchstadt an der Simse. Riehen 2010
- Quellwasser. Eine unheimliche Geschichte für Fliegenfischer (und andere Angler). Riehen 2010
- Das Fliegenfischer-Forum-Buch 1: Viele Geschichten jenseits des Anglerlateins. Riehen 2010

Darüber hinaus sind zahlreiche Publikationen in Fachzeitschriften, Sammelbänden, Lexika, Tageszeitungen etc. erschienen.